# Balcancar

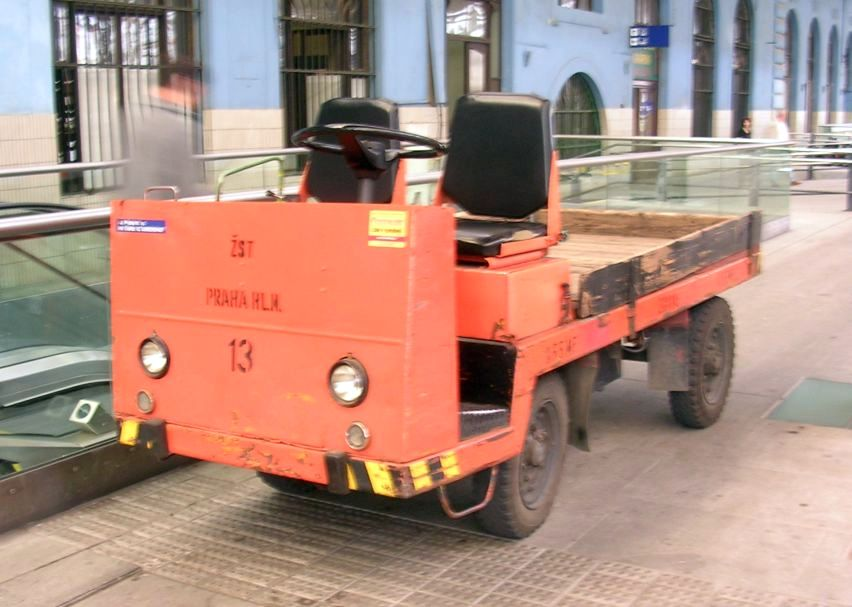
Elektrokarren

Balcancar ist ein bulgarischer Hersteller von Kraftfahrzeugen. Die Markennamen lauten Balcancar, Balkancar sowie für Pkw in der Vergangenheit Pirin-Fiat und Balkan.

## Unternehmensgeschichte
Das Unternehmen aus Lowetsch begann 1956 mit der Produktion von Elektrokarren, Flurfördergeräten und Gabelstaplern. 1961 wurde ein Prototyp eines Personenkraftwagens gebaut, der nicht in Serie ging. Zwischen 1966 und 1990 entstanden auch über 250.000 Automobile sowie bis 1978 Motorräder.

## Automobile

### Markenname Pirin-Fiat
Zwischen 1966 und 1968 entstanden aus Originalteilen 758 Exemplare der Fiat-Modelle 124 als Limousine (274 Stück) und Kombi (35 Stück) sowie 850 als Limousine (360 Stück) und Coupé (89 Stück).

### Markenname Balkan
Bereits um 1960 wurde der Markenname für ein Motorrad Balkan 250 mit Einzylinder-Zweitaktmotor verwendet. Das Unternehmen stellte ab 1967 Lizenzbauten des Moskwitsch her. Das Modell Rila entsprach den Typen Moskwitsch-408, Moskwitsch-412, Moskwitsch-2138 und dem Moskwitsch-2140. Einige Fahrzeuge erhielten Dieselmotoren, die in Bulgarien nach Perkins-Lizenz entstanden. 1988 folgte das Modell Balkan mit Frontantrieb, der dem Moskwitsch-2141 entsprach.